# Heerstedt
Heerstedt là một đô thị thuộc huyện Cuxhaven, trong bang Niedersachsen, Đức. Đô thị này có diện tích 18,89 km².
Heerstedt đã thuộc Tổng giáo phận Bremen, thành lập năm1180. Năm 1648, Tổng giáo phận đã được chuyển sang cho Lãnh địa công tước Bremen, ban đầu được cai quản bằng một liên minh cá nhân bởi Hoàng gia Thụy Điển - bị gián đoạn bởi sự chiếm đóng của Đan Mạch (1712-1715) - và từ năm 1715 trở đi bởi triều đình Hanover. Vương quốc Hanover đã hợp nhất lãnh địa vào một liên minh thật sự và lãnh thổ Ducal, bao gồm cả Heerstedt, đã trở thành một bộ phận của bang mới được lập năm 1823.